# William Matamba
Willian Matamba (n. Tumaco, Colombia, 31 de diciembre de 1970) es un exfutbolista colombiano que jugó como delantero. Ha militado en diversos clubes de Colombia, Chile y Perú. En agosto de 2006 (5 años después de su retiro), el periodista del Diario La Tercera de Chile Rodrigo Retamal, le preguntó al entrenador colombiano Reinaldo Rueda (actual entrenador de la Selección Chilena, sobre Matamba y el también colombiano Carlos Mina (quién jugó muchos años en Chile y que se nacionalizó chileno, por jugar en varios clubes de ese país).

## Clubes
| Club                | País     | Año        |
| ------------------- | -------- | ---------- |
| Deportivo Pereira   | Colombia | 1988-1993. |
| Envigado            | Colombia | 1994       |
| Atlético Nacional   | Colombia | 1995       |
| Once Caldas         | Colombia | 1995       |
| Atlético Nacional   | Colombia | 1996-1998  |
| Deportes Iquique    | Chile    | 1999       |
| Deportivo Municipal | Perú     | 2000       |
| Cienciano           | Perú     | 2001       |